# 安国寺 (福山市)
安国寺（あんこくじ）は、広島県福山市鞆町後地にある臨済宗妙心寺派の仏教寺院。山号は瑞雲山。
釈迦堂は国の重要文化財に指定されている。

## 歴史
- 文永10年（1273年） - 無本覚心（法燈国師）を開山として金宝寺（安国寺の前身）創建、釈迦堂（仏殿）建立
- 文永11年（1274年） - 阿弥陀三尊像を造立
- 暦応2年（1339年） - 足利尊氏による再興
- 室町時代 - 寺号を「安国寺」と改める
- 安土桃山時代 - 毛利輝元、安国寺恵瓊（1579年）による再興
- 江戸時代初期 - 京都妙心寺の末寺となる
- 大正9年（1920年） - 法堂を焼失
- 昭和2年（1927年） - 釈迦堂が重要文化財（当時の国宝）に指定される
- 昭和17年（1942年） - 阿弥陀三尊像、法燈国師像が重要文化財（当時の国宝）に指定される
- 昭和30年（1955年） - 境内が広島県の史跡に指定される

## 文化財

### 重要文化財（国指定）
- 釈迦堂（附:柱聯) - 室町時代中期建立、禅宗様建築
- 木造阿弥陀如来及両脇侍立像（附:像内納入品一括）

阿弥陀如来、観音菩薩、勢至菩薩の阿弥陀三尊。阿弥陀如来像内に文永11年（1274年）に仏師覚尊が造立した旨の銘がある。総高 313cm （光背）、中尊像高 170cm。一光三尊仏（三尊像が1枚の大きな光背を負う形）で、「善光寺式阿弥陀三尊像」と呼ばれる形式である。像内納入品の経巻、横笛、短刀なども重要文化財に指定されている。
木造阿弥陀如来及両脇侍立像 附 納入品
- - 紙本阿弥陀経 6巻（血書一、墨書五、包紙添） 文永十一年三月六日寛鑁の記がある
  - 紙本墨書善光寺如来造立勧進帳 1通
  - 紙本墨書念仏帳 包紙添 1冊
  - 紙本念仏記 3通（血書一、墨書二）内一通に文永十一年三月八日とある
  - 紙本墨書願文 1通
  - 袈裟 1領
  - 横笛 1本
  - 短刀 柄付 1口
  - 銅製鈴 1箇
  - 紙胎漆塗箱 1合
  - 紙本墨書仁王般若経 2冊 弘長二年寛鑁とある
  - 珠数 1連

- 木造法燈国師坐像（附:像内納入品一括）

像内納入文書に建治元年（ 1275年）とあり、この時の造立と思われる。像高 85.2cm。法燈国師69歳の寿像で、年代の明らかな日本最古の頂相彫刻、および最古の寿像とされる。像内納入品の水晶五輪塔（小箱添、高さ6.9cm）等も重要文化財に指定されている。
木造法燈国師坐像 附 納入品
- - 水晶五輪塔（小箱添）1箇
  - 紙本墨書梵字真言並仏眼禅師偈文 1通 建治元年十二月十八日覚心トアリ
  - 紙本墨書仏像修理記 1通 寛文四年三月十五日トアリ

### 重要美術品
- 石造地蔵菩薩坐像 - 元徳2年（1330年）造立、総高 219cm　像高 120cm、地蔵堂に安置

### 広島県指定史跡

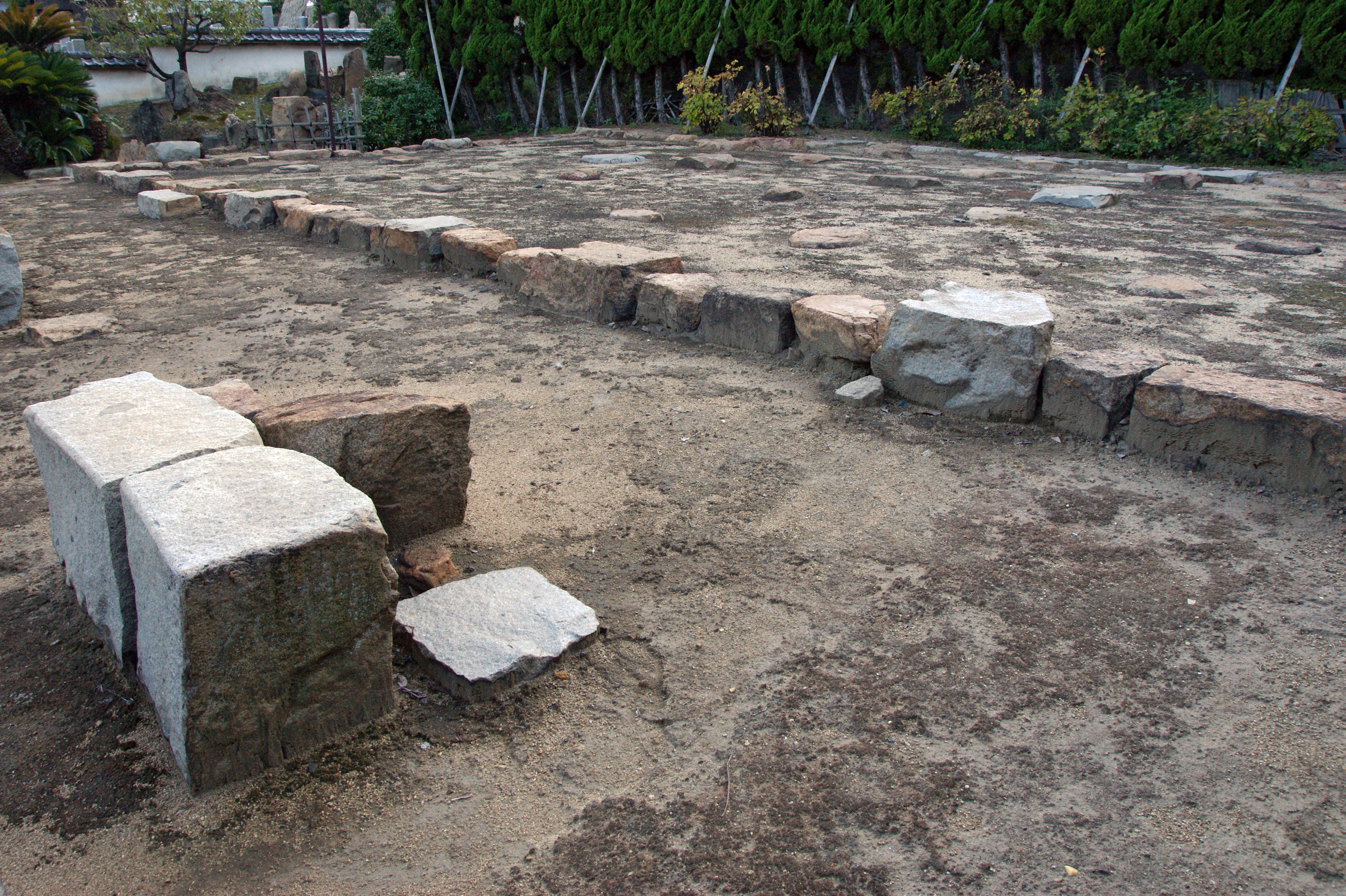
法堂（本堂）跡
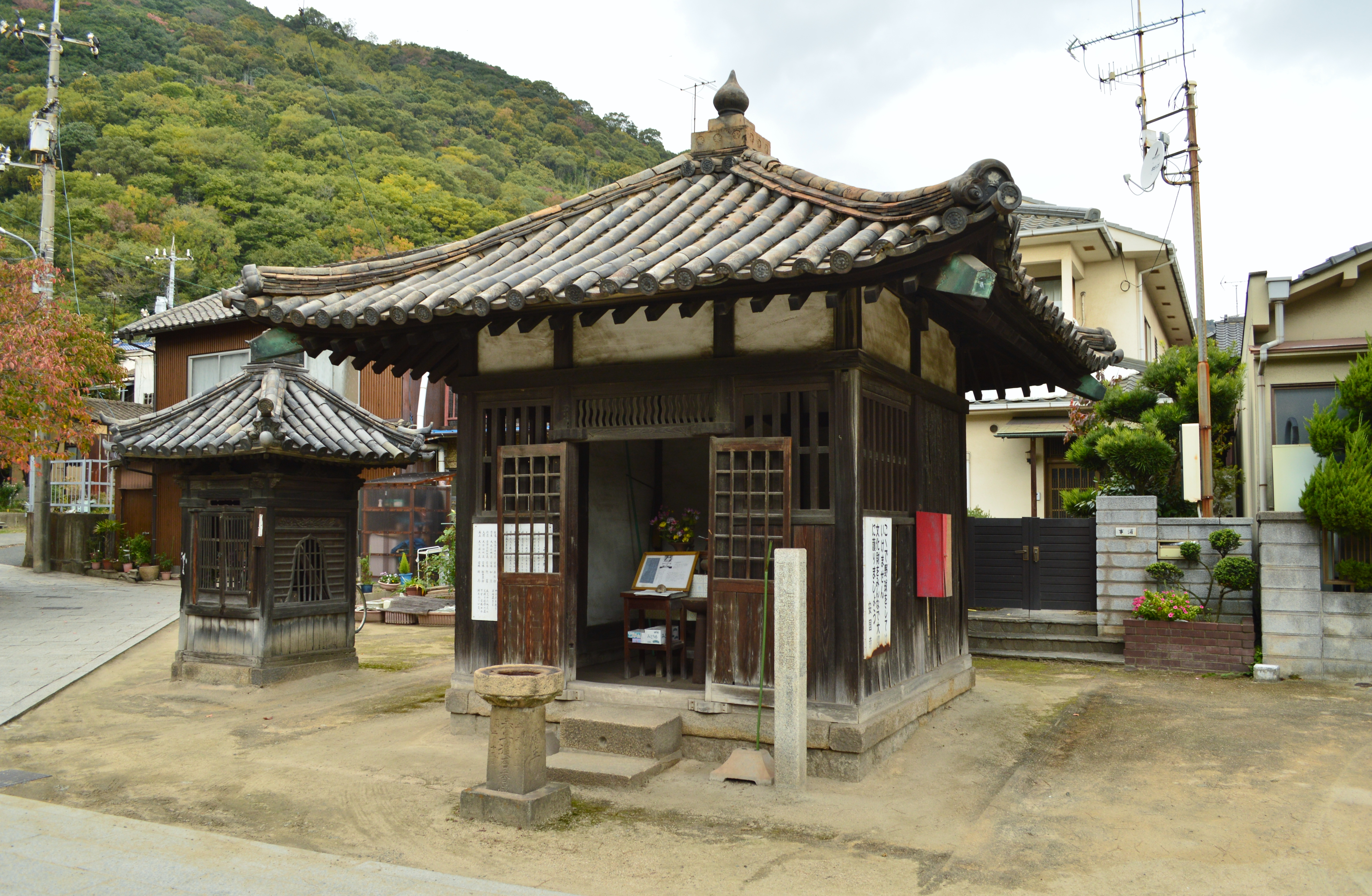
地蔵堂
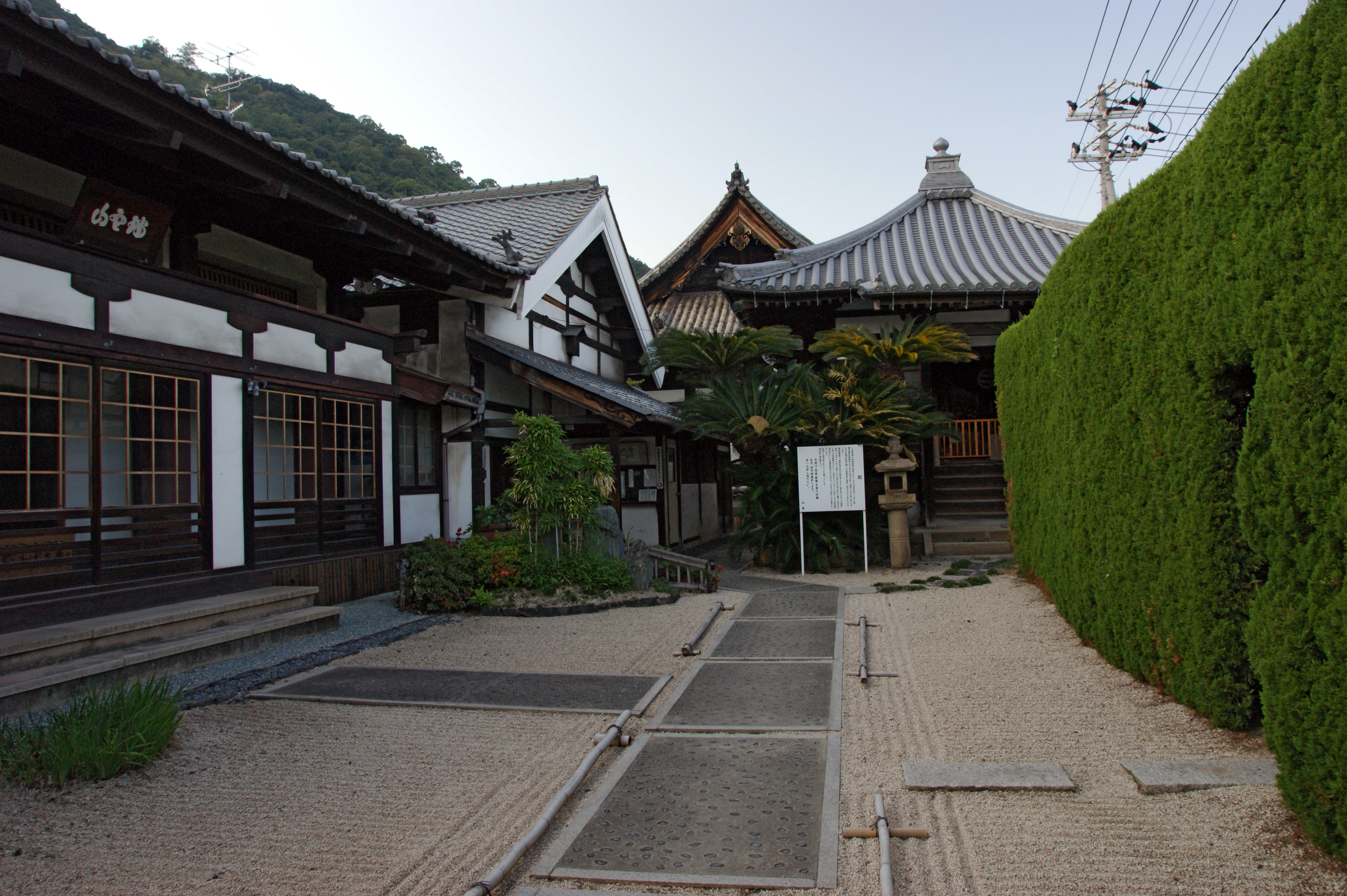
境内
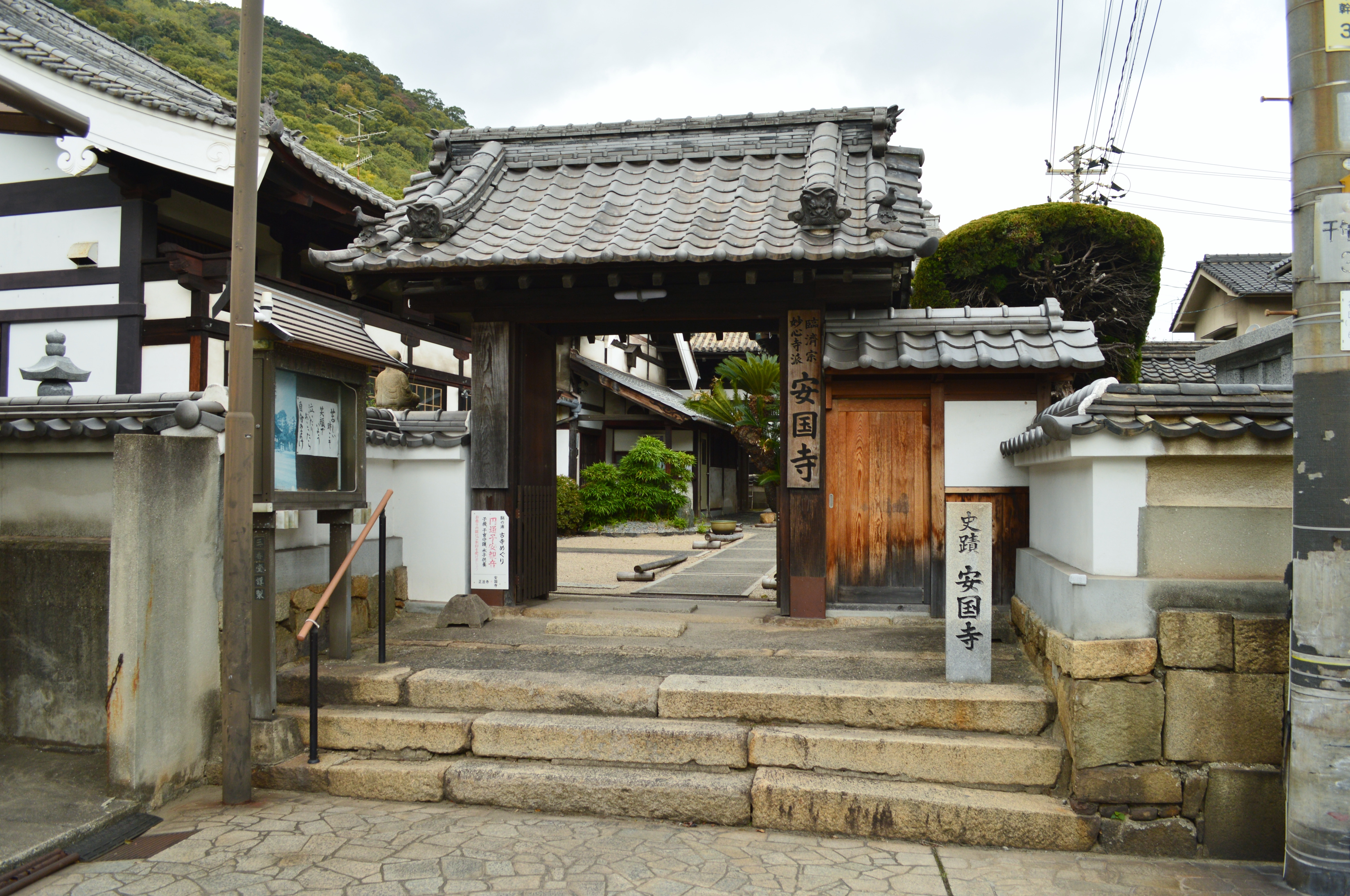
山門

- 本堂跡
- 枯山水庭園

その他の文化財
- 地蔵堂 - 江戸時代前期建立
- 木造達磨大師坐像 - 延宝6年（1678年）造立、総高 45cm
- 子安観音堂 - 昭和期再建
- 水野多門の五輪塔 - 寛永9年（1632年）建立
- 鞆の津塔 - 承応3年（1654年）建立の五輪塔、総高 280cm
- 雲版 - 貞享2年（1685年）の作、縦47cm、横52cm
- 茶筌塚

- 法堂（本堂）跡
- 地蔵堂
- 境内
- 山門

## 利用情報
- 開門時間― 8 - 17時（冬期は8時30分～16時30分）
- 交通アクセス― JR山陽本線および山陽新幹線 福山駅から鞆鉄バスで30分、「安国寺下」下車 徒歩5分

## 所在地
- 〒720-0202 広島県福山市鞆町後地990-1

## 周辺情報
- 鞆の浦
- 沼名前神社
- 福禅寺
- 太田家住宅・鞆七卿落遺跡
- いろは丸展示館
- 鞆の浦歴史民俗資料館
- 法宣寺